# Chiesa di Santa Croce (Nulvi)
La chiesa di Santa Croce è un edificio religioso situato a Nulvi, centro abitato della Sardegna settentrionale. Consacrata al culto cattolico, fa parte della parrocchia della Beata Vergine Maria Assunta, diocesi di Tempio-Ampurias.
Chiesa risalente alla fine del Cinquecento edificata in blocchi di calcare bianco, presenta una facciata semplice, oggi intonacata, a coronamento piatto sovrastato da un bel campaniletto a vela. L'aula interna, mononavata e coperta con volta a botte, è suddivisa in due campate da un arco a tutto sesto. Sul fondo il presbiterio, rialzato di tre gradini dal piano di calpestio, è separato dall'aula anch'esso mediante un arco a tutto sesto; al suo interno spicca un imponente altare ligneo di notevole interesse.
La chiesa è sede della confraternita di Santa Croce che da sempre cura tutte le manifestazioni correlate alla settimana santa nulvese.

## Galleria d'immagini

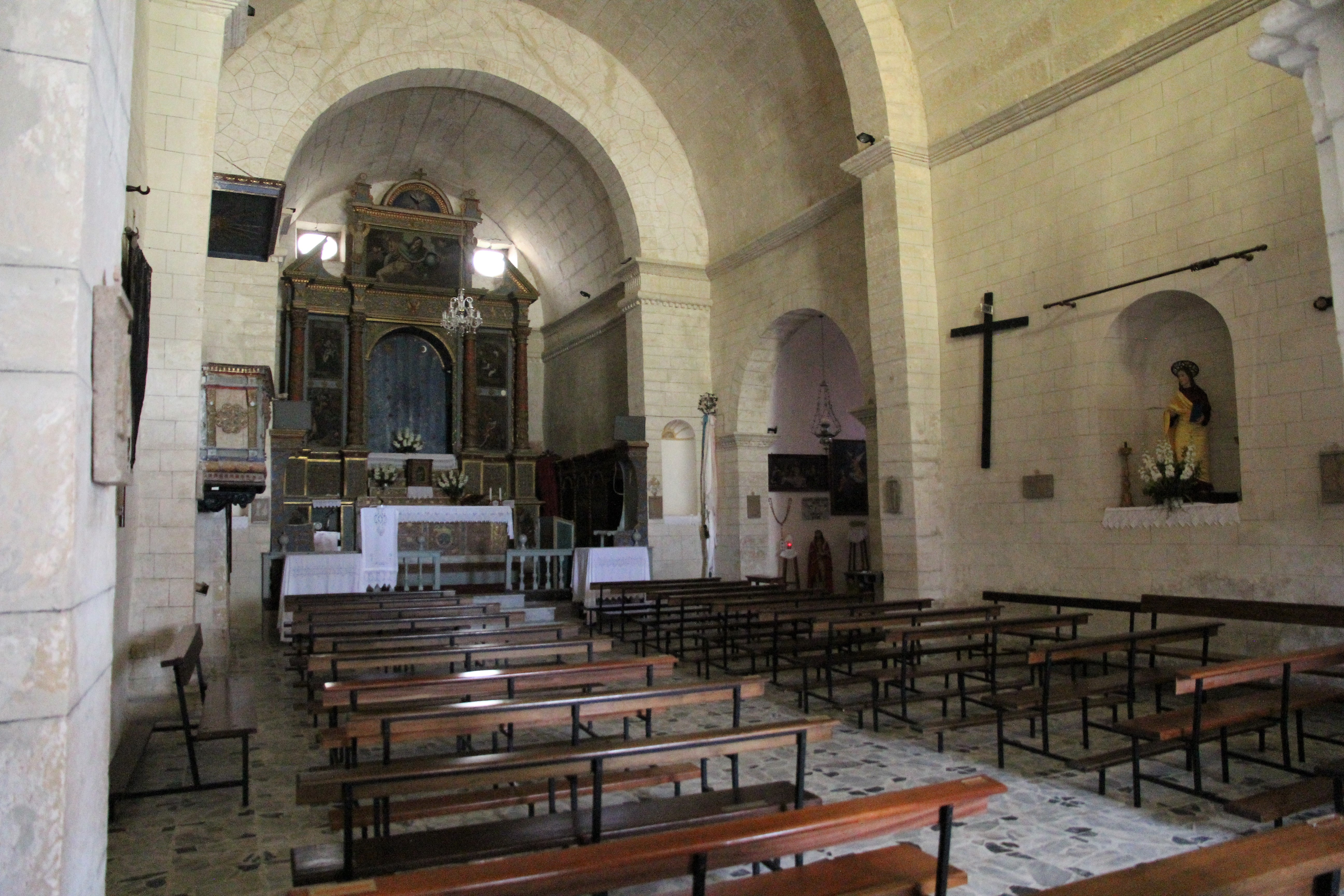
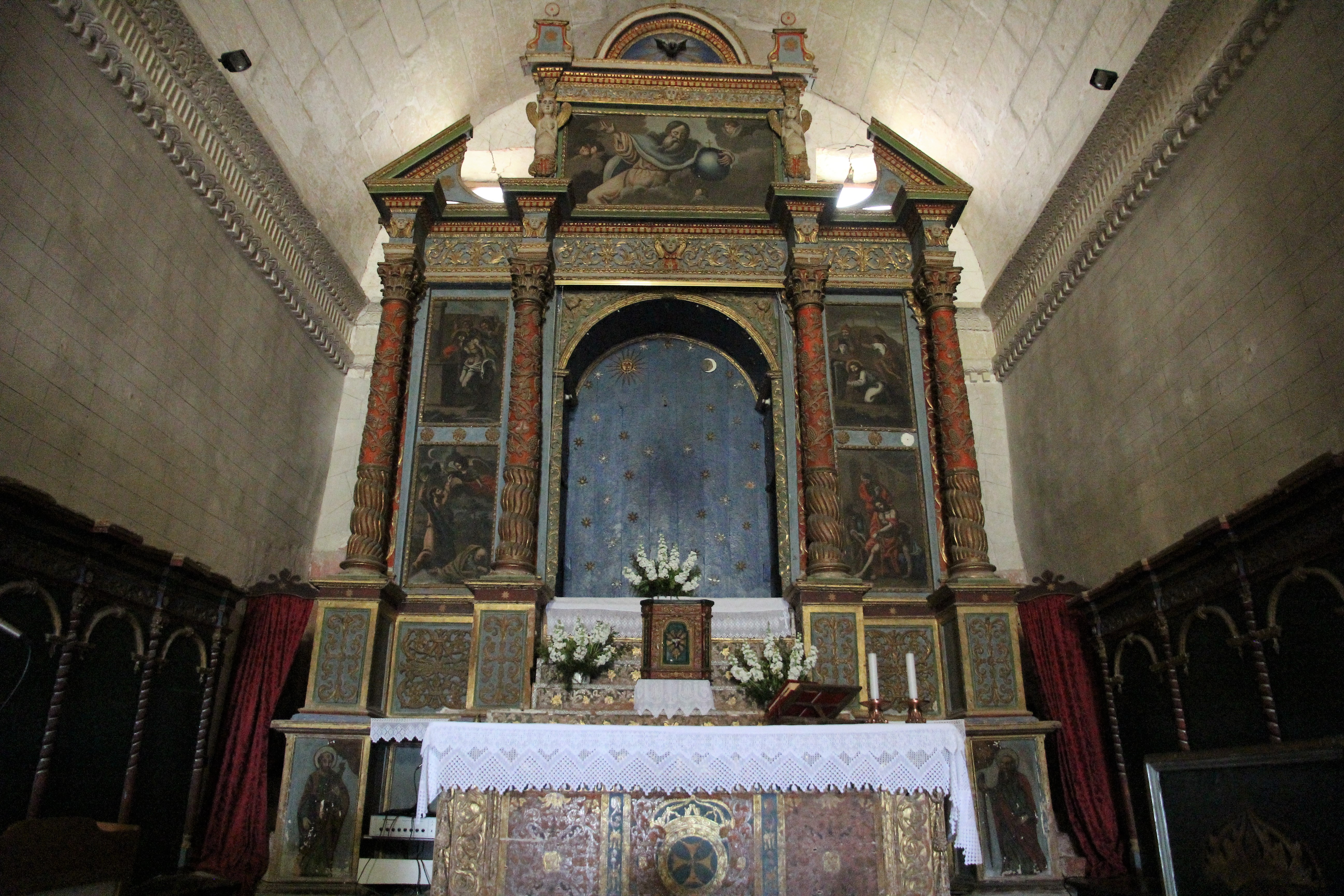
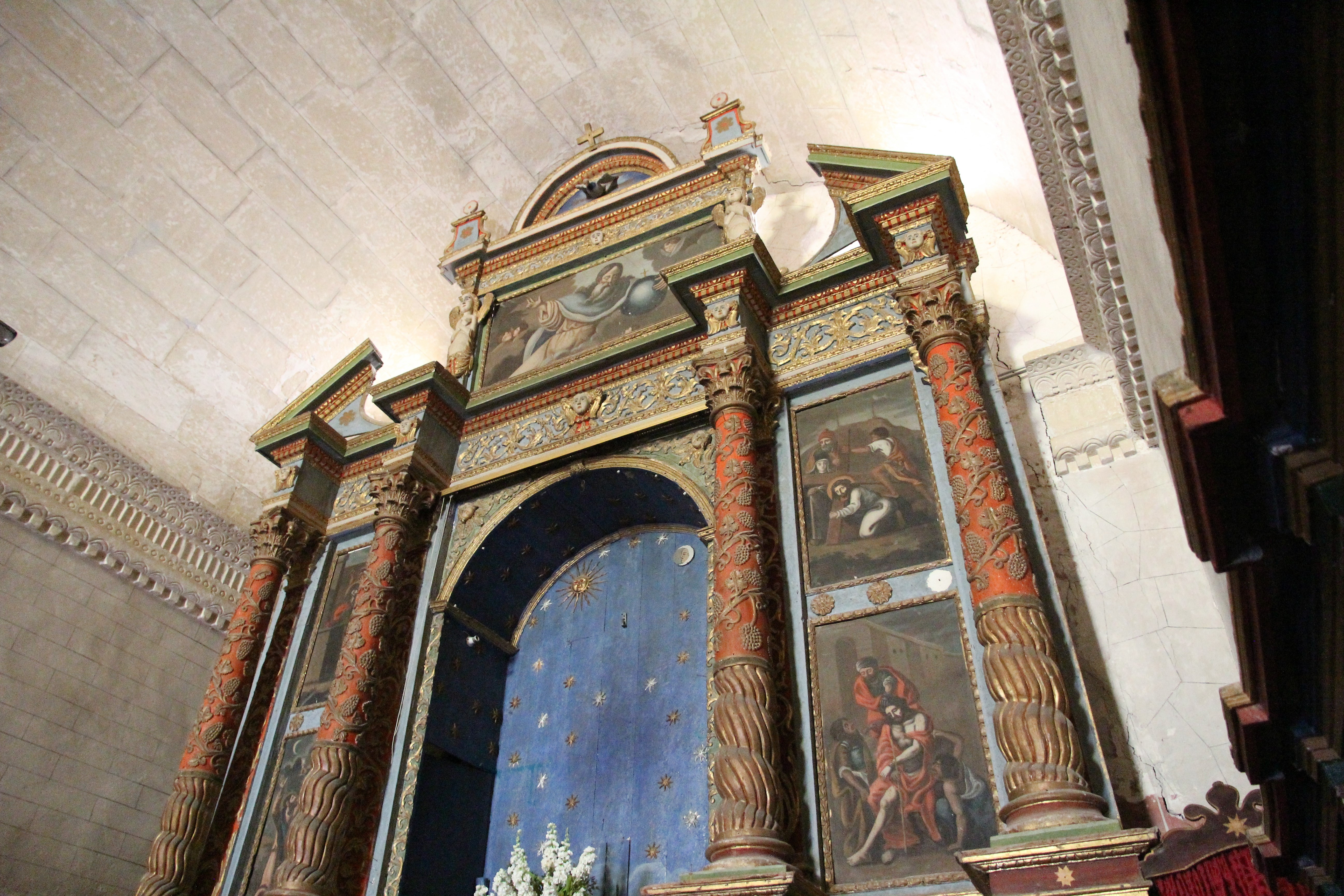
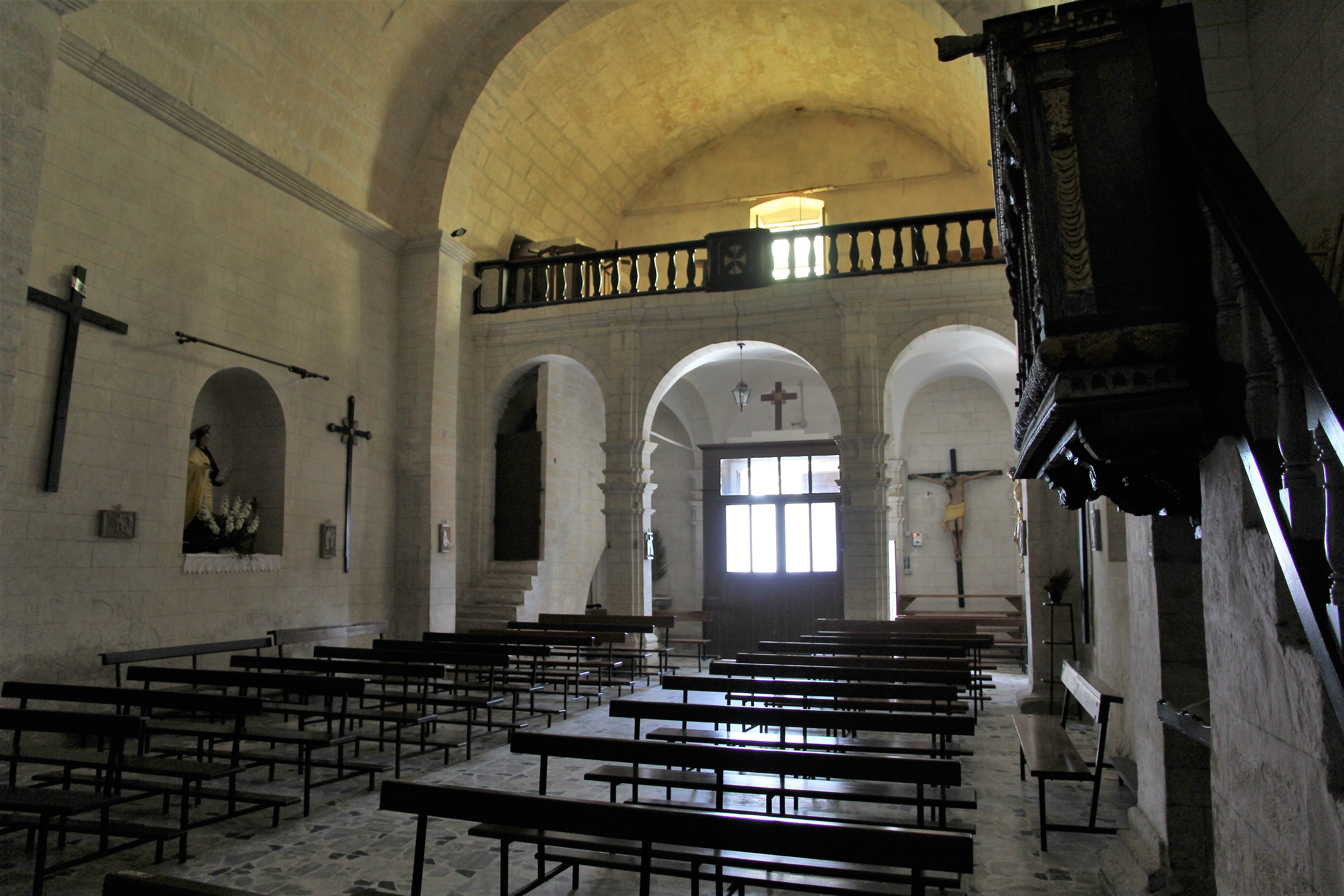